# Encyclia joaosaiana
Encyclia joaosaiana är en orkidéart som beskrevs av Marcos Antonio Campacci och Bohnke. Encyclia joaosaiana ingår i släktet Encyclia och familjen orkidéer. Inga underarter finns listade i Catalogue of Life.